# Лупу Костаки (наместник)
Лупу Костаки (Лупу Костаке, молд. Лупу Костаки; уб. между 1716 и 1719 годами) — каймакам Молдавского княжества в 1711 году.

## Биография
Был назначен турецким пашой каймакамом — наместником господаря.
Позже был казнён Николаем Маврокордатом.